# Bye Bye Belgium
Bye Bye Belgium o «Todo eso (no nos devolverá Bélgica)», fue una transmisión especial de la cadena de televisión belga RTBF, emitida el 13 de diciembre de 2006, presentada entre otros por el periodista Philippe Dutilleul, en la cual se anunció la secesión de una parte de Bélgica, lo cual era un engaño o bulo.
La programación habitual del canal La Une (primera cadena de la RTBF) fue interrumpida abruptamente por un avance informativo de última hora en el que se anunció que el Parlamento Flamenco había declarado la independencia unilateral de Flandes del territorio belga, por lo cual el país había quedado disuelto. Antes de comenzar el experimento, apareció brevemente un texto sobre fondo negro que rezaba lo siguiente «Esto no es más que una ficción», si bien la mayoría de los espectadores conectaron cuando el programa ya había empezado. En varias entrevistas concedidas por los principales políticos belgas, algunos de ellos fueron informados previamente del engaño, declararon que la Familia Real se había marchado al exilio debido a la gravedad de la situación.
Los sucesos provocaron la consternación de la población francófona. La central telefónica de la cadena que emitió el informativo colapsó por el número de llamadas. Tras media hora y la petición a la ministra de Comunicación de la Comunidad Francófona, Fadila Laanan, de que aclarase el asunto, declaró en un mensaje subtitulado que la noticia era ficticia.
El proyecto de bulo fue preparado durante dos años bajo el nombre clave de BBB por Bye-Bye Belgium (en español: Adiós, Bélgica). 

## Relato de los hechos

Mapa de Bélgica con la región flamenca marcada en verde oscuro

El 13 de diciembre de 2006, a las 20:21, la RTBF interrumpió su programación regular para emitir un boletín informativo falso en el que se anunciaba que Flandes había proclamado la independencia, disolviéndose el Estado belga. Antes de comenzar el experimento, llamado Tout ça (ne nous rendra pas la Belgique), apareció brevemente en las pantallas de La Une un texto sobre fondo negro que rezaba lo siguiente "Esto no es más que una ficción". Sin embargo, las líneas telefónicas de la RTBF habían recibido miles de llamadas y muchos medios de comunicación se hicieron eco de la noticia como si fuera real durante el periodo que duró el programa, 30 minutos.
El video incluía imágenes de reporteros de noticias frente al Parlamento flamenco mientras los separatistas ondeaban la Bandera de Flandes detrás de ellos. El reporte también incluía grabaciones del Rey Alberto y la Reina Paola subiendo a un jet militar en camino al Congo, una antigua colonia belga, exiliándose de su país.
Tras el programa se generó una gran polémica al respecto. Mientras que políticos francófonos criticaron el reportaje aludiendo a la unidad del país, otros polémicos flamencos lamentaron que RTBF "caricaturizara" sus aspiraciones, y pedían la dimisión de los responsables del ente. Además se generó un debate sobre la confianza de los medios de comunicación. El presidente de RTBF afirmó que el reportaje se realizó para comprobar la capacidad de confianza en los medios de los belgas y observar si la población contrastaba las informaciones, y no dimitió en su cargo.
Durante todo el reportaje, se hace énfasis de forma indirecta en la posibilidad de un hoax, especialmente en el uso continuo de la palabra "ficción" por parte de varios reporteros con frases como "puede parecerlo, pero aseguramos que no es ficción". Además aparecía un teléfono gratuito en pantalla para que los espectadores llamasen al informativo, y en el que realmente saltaba una grabación afirmando que todo era un montaje.

### Reacciones al reportaje
Los principales políticos del país, entre los que se encontraban el primer ministro Guy Verhofstadt, el ministro flamenco Yves Leterme y el ministro valón Elio Di Rupo calificaron el reportaje de "irresponsable".
Tras el programa se generó una gran polémica. El primer ministro belga, Guy Verhofstadt, lo calificó de «mal gusto» e irresponsable, mientras que los políticos de la Región Flamenca lamentaron que RTBF «caricaturizara» sus aspiraciones y pidieron la dimisión de los responsables de la empresa. Además se generó un debate sobre la confianza de los medios de comunicación. El presidente de RTBF, Jean-Paul Philippot, afirmó que se hizo para comprobar la capacidad de confianza en los medios de los belgas y observar si la población contrastaba las informaciones. Además, se negó a dimitr y pudo mantenerse en el cargo.
Durante todo el reportaje se hace énfasis de forma indirecta en la posibilidad de un montaje, especialmente en el uso remarcado de la palabra «ficción» por parte de varios reporteros con frases como «puede parecerlo, pero aseguramos que no es "ficción"».
Las reacciones internacionales no se hicieron esperar. El primer ministro de Luxemburgo Jean-Claude Juncker declaró que "esas no son maneras de hacer noticias".